# نهائي كأس أمريكا الجنوبية 1953
نهائي كأس أمريكا الجنوبية 1953 كانت المباراة النهائية لمسابقة كأس أمريكا الجنوبية 1953 وهي مسابقة كرة قدم تنظم من طرف اتحاد أمريكا الجنوبية لكرة القدم، أقيمت مباراة النهائي بين منتخب البرازيل ونظيره منتخب باراغواي على ملعب بيرو الوطني في العاصمة ليما.
فاز منتخب باراغواي على نظيره البرازيلي بنتيجة 3-2 ليحقق أول ألقابه في المسابقة.

## عن الفريقين
عرفت البطولة حتى عام 1975 باسم "بطولة أمريكا الجنوبية لكرة القدم".

| الفريق   | سنوات التتويج في كوبا أمريكا السابقة *(للإشارة إلى فوز المنتخب في البطولة باعتباره البلد المضيف) |
| -------- | ------------------------------------------------------------------------------------------------ |
| باراغواي | لم يسبق له التتويج.                                                                              |
| البرازيل | 3 (1919*، 1922*، 1949*)                                                                          |

## المباراة
| باراغواي                                            | 3–2 | البرازيل          |
| --------------------------------------------------- | --- | ----------------- |
| أتيليو لوبيز 14' · كافيلان 17' · روبين فرنانديز 41' |     | بالتازار 56'، 65' |